# Gelsor Open Romania 2001
Gelsor Open Romania 2001 — тенісний турнір, що проходив на ґрунтових кортах у місті Бухарест, Румунія з 10 вересня . Належав до категорії ATP International Series, був турніром серії Romanian Open 2001 року.

## Фінальна частина

### Одиночний розряд
Юнес Ель-Айнауї —  Альберт Монтаньєс 7–6(7–5), 7–6(7–2)

### Парний розряд
Александар Кітінов /  Юган Ландсберг —  Пабло Альбано /  Марк-Кевін Гелльнер 6–4, 6–7(5–7), 10–6